# فرنائو د لورونها
فرنائو د لورونها (Fernão de Loronha) (زادهٔ حدود ۱۴۷۰ میلادی یا پیشتر – حدود ۱۵۴۰ میلادی)، کسی که اسمش در گذر زمان به فرناندو د نورونها (Fernando de Noronha) یا فرناندو دلا روگنا (Fernando della Rogna) از نظر زبانی تغییر نموده‌است، یک بازرگان پرتغالی قرن شانزدهم میلادی اهل لیسبون بود که اصالت یهودی داشت. او نخستین دارنده-منشور (۱۵۰۲–۱۵۱۲)، نخستین سالار پرتغال (donatary captain) در برزیل و حامی تعداد زیادی از سفرهای اکتشافی برون-مرزی پرتغال بود. مجمع‌الجزایر فرناندو د نورونها در نزدیکی کرانه برزیل که توسط یکی از سفرهای اکتشافی وی کشف گردیده و در ۱۵۰۴ میلادی به عنوان زمین فئودالی به لورونها و وارثین وی اعطاء گردید، به افتخار او نام‌گذاری شده‌است.

## زندگی‌نامه
فرنائو د لورونها در اصل یهودی سفاردی بود که بعداً به مذهب کاتولیک (مارانو) گرویده شد. او پسر مارتیم افونسو د لورنها بود و برادر وی که نیز مارتیم افونسو د لورونها نام داشت، کارمند فرقه مسیحیت [گروهی از شوالیه‌های پرتغال] بود، هر دو برادر به درجه اشرافی نایل شده بودند و نشان سلاح که تازه ایجاد شده بود نیز به آنها اعطاء گردید. او با ویولانتی ردریگوس ازدواج نمود.
تا ۱۵۰۰ میلادی، فرنائو د لورونها به بازرگان مشهور در لیسبون مبدل شده بود، جاییکه او به عنوان حق‌العمل‌کار یاکوب فوگر، رئیس خانواده بانکدار ثروتمند آلمانی اهل آوگسبورگ، خدمت می‌کرد. شاه مانوئل یکم پرتغال، در نامه شاهی که در ۱۵۰۴ نوشت، لورونها را به عنوان شوالیه خانواده شاهی معرفی کرد (cavaleiro da nossa casa). کسب این مقام در زمانی که حتی یهودی‌های ثروتمند و مشهور هم از تعقیب حکومت پرتغال در امان نبودند، بیانگر ارتباطات لورونها در رده‌های بلند حکومت است. حتی ممکن است دستکاری نام او از لورونها به نورونها اتفاقی نبوده و بیانگر این فرضیه مشهور (هرچند او زیاد به تصحیح آن اشتیاق نداشته) باشد که او با قبیله نورونها نسبت داشت، قبیله نورونها یکی از درخشان‌ترین خانواده‌های اشرافی در پرتغال و از بازماندگان خانواده شاهی کاستیل بود (با این وجود، هیچ مدرکی دال بر اینکه لورونها چه به نسبت خونی یا ازدواج، هرگونه نسبتی به قبیله نورونها داشته‌است، وجود ندارد).
پس از اکتشاف برزیل توسط پدرو آلوارز کابرال در ۱۵۰۰ میلادی، پادشاهی پرتغال یک سفر اکتشافی نقشه‌برداری را در ۱۵۰۱ میلادی برای اکتشاف کرانه برزیل فرستاد. فرمانده این سفر اکتشافی مشخص نیست، اما آمریگو وسپوچی در این سفر اکتشافی حضور داشت و گزارش آنرا نوشت. برخی دانشمندان می‌گویند که فرنائو د لورونها در واقع ممکن است کاپیتان این سفر اکتشافی بوده باشد، با این حال برخی دیگر از دانشمندان براین باور هستند که احتمال اینکه بازرگانی مشهور و ثروتمند همانند لورونها تجارت خود را رها نموده و شخصاً فرماندهی ناوگان را بر عهده بگیرد بسیار غیرمحتمل است و اگر لورونها هرگونه حمایتی از این سفر اکتشافی نموده باشد، احتمالاً تنها حمایت مالی بوده‌است.
این مأموریت نقشه‌برداری بیشتر سواحل شرقی برزیل را از دماغه سائو روک در شمال‌شرق گرفته تا حومه‌های کابو فریو بررسی نموده و بیشتر موقعیت‌ها را نام‌گذاری نمودند. این سفر اکتشافی که در سپتامبر ۱۵۰۲ به لیسبون بازگشت، اکتشاف یک مقدار هنگفت چوب برزیلی (پاو-براسیل) را در مناطق کرانه‌ای گزارش داد. چوب برزیلی به عنوان یک ماده بسیار عالی رنگ‌دهنده که رنگ جگری از آن تولید می‌شد، در صنعت لباس اروپا بسیار با ارزش محسوب می‌گردید و در آن زمان با هزینه هنگفتی از هند وارد می‌شد. فرناندو د لورونها که فرصت تجاری این اکتشاف جدید را حس کرده بود، کنسرسیومی از بازرگانان لیسبون که خودش در رأس آن بود تشکیل داد و از پادشاه درخواست نمود تا اجازه بهروه‌وری از این اکتشاف جدید به آنها داده شود. در اواخر سپتامبر ۱۵۰۲، شاه مانوئل پرتغال منشوری (حالا مفقود شده‌است) را صادر نموده و طی آن حق انحصاری بهره‌وری تجاری از «سرزمین ویرا کروز» (برزیل در آن زمان به همین نام یاد می‌شد) را برای یک دوره سه ساله به فرنائو د لورونها اعطاء کرد. در عوض، لورونها مکلف گردید تا شش کشتی را سالانه مجهز نموده و بفرستد، تعهد بسپارد که به‌طور سالانه ۳۰۰ لیگ از کناره جدید را اکتشاف نموده و یک قلعه (فورتیزا) در کشور جدید بسازد. لورونها همچنین مکلف گردید تا بخشی از درآمد خود را به پادشاهی پرداخت نماید: صفر درصد در سال اول، یک بر شش حصه در سال دوم و یک ربع در سال سوم. هرچند، برخی منابع دیگر گزارش می‌دهند که یک منشور/امتیاز ده-ساله به لورنها داده شد که طی آن او باید به‌طور مشخص سالانه ۴٬۰۰۰ دوکات به پادشاهی پرتغال پرداخت می‌کرد. یکی از راه‌های ممکنه سازگاری این دو گزارش این است که منبع دومی بیانگر شرایط اولیه نبوده بلکه بیانگر شرایط جدید بود که پس از تجدید امتیاز لورونها در ۱۵۰۵ میلادی روی آن مذاکره گردید.
در آوریل – می ۱۵۰۳، کنسرسیوم لورونها یک سفر اکتشافی جدید که متشکل از شش کشتی بود را تجهیز نموده و تحت رهبری ناخدا گونزالو کویلو و بار دیگر در همراهی با آمریگو وسپوچی، برای اکتشاف سواحل برزیل و ایجاد انبارهای برداشت محصول فرستادند. در ۱۰ اوت ۱۵۰۳، سفر اکتشافی به‌طور اتفاقی جزیرهٔ بدون سکنه را در نزدیکی ساحل شمال‌شرقی برزیل کشف نمودند که حالا موسوم به جزیره فرناندو د نورونها است. با این حال، این جزیره در آن زمان به نام‌های مختلف یاد می‌شد: وسپوچی آنرا سائو لورینس نامید، اسناد رسمی آنرا سائو جوآو نامیدند، در حالیکه یک نقشه معاصر همان زمان، آنرا ظاهراً کواریسما خواند.
سفر اکتشافی کویلو و وسپوچی از سوی لورونها دستور دریافت نمود تا کارخانه‌های (feitorias، در واقع انبارها) در امتداد ساحل بسازند تا از آنها به عنوان نقطه گردآوری محصولات چوب برزیلی استفاده گردد. باور براین است که سه انبار در جریان این سفر اکتشافی ساخته شد – یک انبار توسط وسپوچی در کابو فریو (۲۴ مرد در آن مشغول کار بوده و از اینرو شرایط forteza را برآورده می‌سازد)، یک انبار دیگر توسط کویلو در پورتو سگورو (feitoria da Santa Cruz de Cabrália) و احتمالاً سومی نیز توسط کویلو در خلیج گوانابارا (feitoria da Carioca). در حدود ۱۵۰۹ یا ۱۵۱۱ میلادی (جزئیات آن نامعلوم است)، یک سفر اکتشافی که توسط فرنائو د لورونها حمایت گردیده و توسط کریستوواو پایرس هدایت می‌شد، یک کارخانه چوب برزیلی دیگر را در بائی د تودوس اوس سانتوس (استان فعلی باهیا) تأسیس نمود. گمان می‌رود که یک کارخانه دیگر نیز در حوالی ۱۵۰۸ میلادی در سائو ویسنتی تأسیس شده‌است، اما این گزارش بیشتر تخمینی است.
در ۱۴ ژانویه ۱۵۰۴، شاه مانوئل یکم پرتغال فرمان شاهی صادر نموده و جزیره سائو جوآو (فرناندو د نورونها) را به فرنائو د لورونها و نوادگان او اعطاء نموده و از آن طریق لورونها را نخستین سالار (donatary captain) میراثی پرتغال در برزیل نمود. بلافاصله کارخانهٔ در این جزیره تأسیس گردیده و به سرعت به مرکز عملیات لورونها مبدل گردید – چوب برزیلی که مستقیماً از دریا گردآوری می‌گردید یا توسط قایق‌های کوچک از کارخانه‌ها به ساحل انتقال داده می‌شد، در جزیره جمع‌آوری گردیده و در کشتی‌های بزرگتر به پرتغال فرستاده می‌شد. گفته می‌شود که کنسرسیوم لورونها تا ۱۵۰۶ میلادی، ۲۰٬۰۰۰ سنتز چوب برزیلی محصول برداشت نمودند و مفاد آنها نسبت به مجموع پرداخت اولیه و هزینه‌های کشتی به ۴۰۰–۵۰۰ در صد می‌رسید. لورونها همچنین بعضی تجارت‌های دیگر مانند تجارت حیوانات اهلی «غیرمعمول» چون طوطی و میمون برزیلی، پنبه و بعضاً تجارت برده‌های هندی را نیز حمایت می‌نمود.

## ارجاعات
1. ↑  http://www.geneall.net/P/per_page.php?id=205679 Fernão de Noronha in a Portuguese Genealogical site
2. ↑  Greenlee (1945: p.8-9)
3. ↑  Amerigo Vespucci relates the account of this expedition twice - first in a letter to Lorenzo Pietro Francesco di Medici, written in early 1503 (see (account) in Letter do Medici), and then again in his letters to Piero Soderini, written 1504-05 ([account] in Letter to Soderini).
4. ↑  Proponents of the hypothesis that Loronha commanded the 1501 mapping expedition include Duarte Leite (1923) and Greenlee (1945). Opponents include Roukema (1963).
5. ↑  Vogt (1967)
6. ↑  The original charter is now lost. The terms, however, were reported in a letter dated October 3, 1502, by Piero Rondonelli. See Greenlee (1945: p.9) and Vogt (1967:p.154-5)
7. ↑  This is reported in a letter of Leonardo de Ca' Masser in 1506/07. See Vogt (1967)
8. ↑  Vogt (1967), however, believes Ca' Masser's letter is entirely in error, and that the terms reported by Rondinelli were probably the correct ones and there might not have been a renewal at all.
9. ↑  One solution to the puzzle of multiple names, proposed by Roukema (1963) is the island's first name, São Lourenço, was given by Vespucci on the outward voyage of the Coelho expedition, on account of August 10, 1503, the day of discovery, being the feast day of St. Lawrence. It was renamed São João because of the "rediscovery" of that island on the return leg by another ship of the Coelho fleet (captain unknown, but not Vespucci, who returned by a different route), on August 29, 1503, the feast day of the beheading of St. John the Baptist. This other ship reached Lisbon in late 1503, and reported it as São João, the name by which it is referred to in a January 1504 document, well before Vespucci's own arrival back in Lisbon in September 1504 could correct it. As for Cantino map's Quaresma (meaning Lent), may be simply a mistake, that Quaresma was the name given to the Rocas Atoll, discovered during the 1501 mapping expedition, and not Fernando de Noronha island.
10. ↑  An actual copy of this charter has never been found. Its contents and date, however, are summarized in a royal letter of March 3, 1522, confirming it. A copy of Loronha's captaincy charter is found in António Zeferino Cândido, editor (1900) Brazil: 1500-1900, Rio de Janeiro: Imprensa Nacional, p.392. A later royal letter of May 20, 1559, issued to Loronha's descendants, identifies the location of São João unambiguously as Fernando de Noronha island. See Duarte Leite (1923: p.276-8) and Roukema (1963: p.21).